# Den tilsandede kirke
Den tilsandede kirke eller Sankt Laurentii Kirke ligger ca. fire kilometer sydvest for Skagens centrum, i plantage-området øst for hovedvejen. Kirken blev sandsynligvis opført i slutningen af 1300-tallet. På det tidspunkt var kirken den største i Vendsyssel. Kirketårnet er sandsynligvis en senere tilføjelse, opført omkring år 1500.
Ved sandflugtens begyndelse i det 16. århundrede blev det stadigt sværere for menigheden at grave sig frem til kirken ved gudstjeneste. Kampen mod sandet stod på indtil 1795, hvor kirken blev nedlagt efter ordre fra kong Christian 7. Kirkeskibet blev revet ned og benyttet i andre byggeprojekter, men tårnet blev skånet og brugt som sømærke. I 1909 foretog Nationalmuseet udgravning af kirken, hvorved det bl.a. blev konstateret, at kirken er udvidet mindst en gang, hvor også kirkens tårn kom til.
I dag er tårnet fredet, og efter undersøgelser i 1994 er kirkeskibet og sakristiets placering nu markeret i terrænet med røde pæle. Faskiner markerer, hvor den gamle kirkegårdsmur lå. Den tilsandede kirke er et meget besøgt turistmål.